# ムカサリ絵馬
ムカサリ絵馬（ムカサリえま）とは、民間信仰による風習の一つ。山形県の村山地方や、置賜地方にかけて行われている。ムカサリは「迎えられ」からくる結婚の方言。嫁に迎えて去ることからこう呼ばれる。元々は婚姻していない男性を供養して半人前の状態から一人前の状態にするという親心が動機になっていると歴史学者の佐藤弘夫は説明している。供養の対象となるものには研究によって差異があるものの、未婚の死者であることが多数を占める。

## 概要
絵馬自体は正装の故人と架空の花嫁の婚礼の様子が描かれている。場合によっては父母やお酌取りの女性が描かれることもある。これは時代によって差があり、比較的古いものでは仲人、両親、雄蝶、雌蝶などが含まれた正式な婚礼の場面が描かれた。しかし新しいものだと、新郎新婦のみの記念写真風のものが目立つと大東俊一は指摘している。立石寺での時代ごとの奉納数は未調査のため判明していない。しかし若松寺での悉皆調査によると、被供養者数は1120名に上る。
『綜合日本民俗語彙』によると、嫁入りを意味する「ムカーサル」は長野県から静岡県の伊豆、駿河地方、それ以外では宮崎県の南部で使われている。このように方言そのものの分布は認められるが、絵馬の奉納習俗は山形県の村山地方と青森県津軽地方の一部に限定されている。ただし、青森県のものについてはオガミヤサンの教えから花嫁人形の代替として奉納されたものとする研究も存在することから、高松敬三は「西高野山の婚礼絵馬」と記している。東北芸術工科大学歴史遺産学科4年生の山本亜季は、青森県の者と山形県のもので差異の研究が必要だと述べている。ムカサリ絵馬は奉納者が書くこともあるが、多くは地元の絵師に依頼される。依頼の受け方や経緯は絵師により、奉納者に会わずに描く絵師や修行を経て絵師になった者などが存在する。

## 歴史
ムカサリ絵馬の歴史は江戸時代まで遡る。若松寺での最古の作品は1898年のものが確認されている。立石寺では明治二年火災で奥の院が消失しており、現存するのは明治中期のものであるが、それ以前のことは不明である。また、ムカサリ絵馬が奉納されているのは奥の院、中性院、金乗院などである。絵馬は本来遺族が描くものだが、他者に依頼するケースも存在する。明治、大正期には一般的ではなかった。しかし1945年に終結した第二次世界大戦の後、絵馬の数は急激に増加した。さらに1970年代後半から、1978年のNHKの番組の影響や、経済発展とそれに伴う社会の変化を起因として、盛んであった村山地方以外からも依頼されるようになった。この際奉納習俗に変化が生じ、結婚適齢期や適齢期前の死者が対象だったものが、水子や享年四十代以降の霊、弔いあげを既に終えた霊、先祖代々霊までと対象が広がっている。一方で山形県山形市大字黒澤のほとんどの絵馬は1970年代以降のものであることから、新しい宗教風俗であるとされる。

## 風習
風習の面では婚姻としての意義と死者儀礼としての意義が指摘されている。これは未婚の死者を結婚という通過儀礼を通すことで、祖霊としての地位を確立させている。その際、シャーマンである「オナカマ」に依頼して死者を呼び出してもらい、故人の様子を聞き出す。その際必要であればムカサリ絵馬を奉納する。これにより、宗教の包括できないところをカバーした。オナカマの説明の詳細には差異があり、死者の意中の配偶者の住む方角や容姿を問い、それにできる限り近い条件を探し出す。家を見つけると遺族は一枚の写真を焼き増しするか肖像画を作ってもらう。その後出来上がった肖像と死者の写真を並べ、目の前で正式な、あるいは簡略化された祝言を行う。

### 作風
死者と架空の人物との婚姻を描いたものだが、画風は物によって異なり、佐藤は東根市の黒鳥観音に奉納されている絵馬には花嫁や花婿以外にも、媒酌人や参列者が描写されているものも存在することに触れている。芸術的には洗練されていないとミシガン大学のジェニファー・ロバートソンには評されているが、佐藤は黒鳥観音の絵馬の中にはプロの絵師によって描かれた額装された作品や画用紙にクレヨンで書かれた絵、合成写真など多岐にわたることを述べている。

## 起因
山形市大字黒澤の場合、以下の原因が指摘されている。しかしこれらの目的は今日社会が家中心の社会から家族中心の社会になったことに伴って、異なる目的を以て行われている。
明治時代の長男氏相続制度の確立
跡取りの死没による家の混乱と、こうなるべきである、という意味での正統な生涯からの逸脱を、ムカサリ絵馬で修正している。松崎は未婚の死者を無縁仏の最たるものとして取り上げ、それに対して特異な対処が撮られたとしている。黒澤における一般的な婚姻と同様に、ムカサリ絵馬の作成および祈祷も家系継承者が優遇されるようになっている 。これは家父長制が強い地方の特色が出ており、さらに祟りの発生自体が黒澤の人々の意識に存在していることが櫻井義秀によって指摘されている。
戦没者慰霊
岩井は1945年以降の依頼数の増加について、満州開拓青少年義勇軍への山形県の応募者数や、移民指導者の根拠地であったことについて言及している。
シャーマニズムの介在
絵馬を奉納する動機の大部分として、オナカマによる口寄せが挙げられている。
しかし2014年の論文では上記のような習俗から外れ、多様な死者を幸せの象徴とされる結婚の状態にして供養する仕組みが指摘されている。また、内山大介は観音信仰との繋がりも指摘している。佐藤弘夫は奉納者の大半が絵馬に描かれた人物の親であることから、死者の孤独に対する親の素朴な思いや結婚式の幸せな瞬間の固定化があったとの考えを述べている。

## 研究史

### 民俗学的観点
この習俗に関する研究は、1955年に民俗学者の最上孝敬が立石寺でのムカサリ絵馬の奉納習俗に言及している。最上は霊の集まる場所とムカサリ絵馬の奉納を結び付けて説明した。それに対して木村博が、ムカサリ絵馬が山形県村山地方全体で行われていることに言及し、戦時中まで盛んだったが戦後の激減のため、合理的考えの普及と巫女の不足が原因で失われると推測している。しかしその予想とは裏腹に1960年代から盛んになったムカサリ絵馬の奉納や花嫁、花婿人形の奉納は2016年現在も行われている。この後しばらく真壁仁の研究を除いて日本、特に東北地方の冥婚に特化した研究は行われて来なかったが、瀧澤史が山形県村山地方のムカサリ絵馬を中心とする調査を行った。1980年から1990年代にかけて櫻井徳太郎、竹田旦、松崎恵三の3名によってムカサリ絵馬が冥婚の一種であると区分されるように扱われた。

### 文化人類学的観点
東日本大震災以降は、宮城県内で犠牲となった生徒の卒業式がグリーフケアの一環として行われていることで、民間信仰と慰霊の関係性について指摘している研究も存在する。

## ムカサリ絵馬を所持している施設
- 若松寺
- 立石寺
- 護国寺（唐松観音）
- 宗福院（六椹観音）
- 秀重院（黒鳥観音）
- 月蔵院（庭月観音）
- 長光院（長谷堂観音）
- 清浄院（小松沢観音）
- 山形県立博物館

## 創作
ムカサリ絵馬は2000年代に特別番組が放映されたこと、その作品の多くがメディアのイメージ作りにより若者から支持される怪談や都市伝説となったことから、認知度を得るようになった。しかしそれらによって知られるようになったムカサリ絵馬は本来の目的である死者の幸福を願うものとは異なったものとなっている。金田明日香は盛岡大学文学部の卒業研究の中で、この変質が性質の理解のなさとそれを補うために人々が働かせた想像力から来たことを指摘し、その要素を以下のように分けた。
怪談に活かしやすい禁忌の存在
- 故人の冥福を祈る一方で、絵馬に実在の人物を書くと、書かれた人物が死後の世界に連れて行かれるという伝承に北海道新聞は触れている。そのため、絵馬を実在の人物に似せて描いたり、実在の人物の名を記すことは禁忌とされている。
- 禁忌を主軸に死者が生者を殺すもの
- 禁忌の存在を明言しつつ、見る側の想像力やストーリー構成によって誘導し、死者が手を出さないもの
- 禁忌が名前や姿を書き込むという簡易な行為であるため、読者に自分の身に起きる可能性を示唆している点

遺族の利己的な面を強調して、生者を殺める道具に絵馬を用いる点
- 金田はこれを全ての怪談に共通するものであるとし、逆に当てはまらない一般的な心境に近いものとして藤子・F・不二雄が1979年に発表した短編『山寺グラフィティ』を挙げた。

山本は2017年3月に配信されたYahoo!ニュース「死者の結婚式 『あの世』の幸せ願う山形のムカサリ絵馬師」の内容から、学術的観点とは異なる通俗的な観点として死者の結婚、供養、禁忌の3つのキーワードがムカサリ絵馬の根幹に置かれているという考えを示している。特に禁忌の存在がホラーコンテンツの中で誇張されていると述べた。

### 創作の例
- ムカサリ - 新作落語の演目。